# 幸河尖條鰍
幸河尖條鰍（學名：Oxynoemacheilus cinicus），為輻鰭魚綱鯉形目條鰍科尖條鰍屬的其中一種。分布於亞洲土耳其Cin河流域，體長可達5.9公分，棲息在河川底層水域，生活習性不明。

## 扩展阅读
維基物種上的相關：幸河尖條鰍